# 王位継承順位
王位継承順位（おういけいしょうじゅんい）は各国の王位（君主）の継承資格上位者の一覧である。詳細は各項を参照。

## 日本
今上天皇：徳仁 1960年2月23日（65歳）
| 順位  | 画像 | 皇位継承資格者 | 読み         | 読み     | 性別 | 生年月日                    | 現年齢 | 今の天皇から見た続柄       | 摂政就任順位 |                |                |          |      |                             |      |                        |       |
| ----- | ---- | -------------- | ------------ | -------- | ---- | --------------------------- | ------ | -------------------------- | ------------ | -------------- | -------------- | -------- | ---- | --------------------------- | ---- | ---------------------- | ----- |
| 順位  | 画像 | 皇位継承資格者 | 第1位        |          | 性別 | 生年月日                    | 現年齢 | 今の天皇から見た続柄       | 摂政就任順位 | 秋篠宮文仁親王 | あきしののみや | ふみひと | 男性 | 1965年11月30日 （昭和40年） | 59歳 | 弟 / 上皇明仁第2皇男子 | 第1位 |
| 第2位 |      | 悠仁親王       |              | ひさひと | 男性 | 2006年09月06日 （平成18年） | 18歳   | 甥 / 秋篠宮文仁親王第1男子 | 第2位        |                |                |          |      |                             |      |                        |       |
| 第3位 |      | 常陸宮正仁親王 | ひたちのみや | まさひと | 男性 | 1935年11月28日 （昭和10年） | 89歳   | 叔父 / 昭和天皇第2皇男子   | 第3位        |                |                |          |      |                             |      |                        |       |

## イギリス
現国王：チャールズ3世 1948年11月14日（76歳）
| 順位 | 肖像 | 継承資格者   | 英        | 爵位・称号                 | 性別 | 生年月日/現年齢 | 生年月日/現年齢 | 現在のチャールズ3世国王から見た続柄 |
| ---- | ---- | ------------ | --------- | -------------------------- | ---- | --------------- | --------------- | ----------------------------------- |
| 1位  |      | ウィリアム   | William   | プリンス・オブ・ウェールズ | 男性 | 1982年06月21日  | 42歳            | 第一王子/チャールズの第1子          |
| 2位  |      | ジョージ     | George    |                            | 男性 | 2013年07月22日  | 11歳            | 王孫/ウィリアムの第1子              |
| 3位  |      | シャーロット | Charlotte |                            | 女性 | 2015年05月02日  | 10歳            | 王孫/ウィリアムの第2子              |
| 4位  |      | ルイ         | Louis     |                            | 男性 | 2018年04月23日  | 7歳             | 王孫/ウィリアムの第3子              |
| 5位  |      | ヘンリー     | Henry     | サセックス公爵             | 男性 | 1984年09月15日  | 40歳            | 第二王子/チャールズの第2子          |
| 6位  |      | アーチー     | Archie    |                            | 男性 | 2019年05月06日  | 06歳            | 王孫/ヘンリーの第1子                |
| 7位  |      | リリベット   | Lilibet   |                            | 女性 | 2021年06月04日  | 03歳            | 王孫/ヘンリーの第2子                |
| 8位  |      | アンドルー   | Andrew    | ヨーク公爵                 | 男性 | 1960年02月19日  | 65歳            | 王弟                                |
| 9位  |      | ベアトリス   | Beatrice  |                            | 女性 | 1988年08月08日  | 36歳            | 王姪/アンドルーの第1子              |
| 10位 |      | シエナ       | Sienna    |                            | 女性 | 2021年09月18日  | 03歳            | 王大姪/ベアトリスの第1子            |

## スペイン
現国王：フェリペ6世 1968年1月30日（57歳）
1. 現在、王位継承資格者数は10人

| 順位 | 継承資格者 | 性別 | 生年月日/現年齢 | 生年月日/現年齢 | 現国王から見た続柄            |
| ---- | ---------- | ---- | --------------- | --------------- | ----------------------------- |
| 1位  | レオノール | 女性 | 2005年10月31日  | 19歳            | 第1子（第1王女）              |
| 2位  | ソフィア   | 女性 | 2007年4月29日   | 18歳            | 第2子（第2王女）              |
| 3位  | エレナ     | 女性 | 1963年12月10日  | 61歳            | 王姉/フアン・カルロス1世第1子 |
| 4位  | フェリペ   | 男性 | 1998年7月17日   | 26歳            | 王甥/エレナ第1子              |
| 5位  | ビクトリア | 女性 | 2000年9月9日    | 24歳            | 王姪/エレナ第2子              |

## オランダ
従来は男子優先であったが、1983年の憲法改正により、長子優先となった。
現国王：ウィレム＝アレクサンダー 1967年4月27日（58歳）
1. 現在、王位継承資格者数は、10人

| 順位 | 継承資格者         | 性別 | 生年月日/現年齢 | 生年月日/現年齢 | 現国王から見た続柄         |
| ---- | ------------------ | ---- | --------------- | --------------- | -------------------------- |
| 1位  | カタリナ＝アマリア | 女性 | 2003年12月7日   | 21歳            | 第1子（第1王女）           |
| 2位  | アレクシア         | 女性 | 2005年6月26日   | 19歳            | 第2子（第2王女）           |
| 3位  | アリアーネ         | 女性 | 2007年4月10日   | 18歳            | 第3子（第3王女）           |
| 4位  | コンスタンティン   | 男性 | 1969年10月11日  | 55歳            | 王弟/ベアトリクス第3子     |
| 5位  | エロイーズ         | 女性 | 2002年6月8日    | 22歳            | 王姪/コンスタンティン第1子 |

## スウェーデン
現国王：カール16世グスタフ 1946年4月30日（79歳）
1. 現在、王位継承資格者数は、10人

| 順位 | 継承資格者         | 性別 | 生年月日/現年齢 | 生年月日/現年齢 | 現国王から見た続柄           |
| ---- | ------------------ | ---- | --------------- | --------------- | ---------------------------- |
| 1位  | ヴィクトリア       | 女性 | 1977年7月14日   | 47歳            | 第1子                        |
| 2位  | エステル           | 女性 | 2012年2月23日   | 13歳            | 王孫/ヴィクトリア第1子       |
| 3位  | オスカル           | 男性 | 2016年3月2日    | 9歳             | 王孫/ヴィクトリア第2子       |
| 4位  | カール・フィリップ | 男性 | 1979年5月13日   | 46歳            | 第2子                        |
| 5位  | アレクサンダー     | 男性 | 2016年4月19日   | 9歳             | 王孫/カール・フィリップ第1子 |

## ベルギー
現国王：フィリップ 1960年4月15日（65歳）
| 順位 | 継承資格者   | 性別 | 生年月日/現年齢 | 生年月日/現年齢 | 現国王から見た続柄 |
| ---- | ------------ | ---- | --------------- | --------------- | ------------------ |
| 1位  | エリザベート | 女性 | 2001年10月25日  | 23歳            | 第1子              |
| 2位  | ガブリエル   | 男性 | 2003年8月20日   | 21歳            | 第2子              |
| 3位  | エマニュエル | 男性 | 2005年10月4日   | 19歳            | 第3子              |
| 4位  | エレオノール | 女性 | 2008年4月16日   | 17歳            | 第4子              |
| 5位  | アストリッド | 女性 | 1962年6月5日    | 62歳            | 王妹               |

## デンマーク
1953年に男子のみに継承資格を与える旧憲法が改正され、女子にも継承資格が与えられるようになった。2009年より性別に関わりのない長子優先の形式に変更された。ただし、新しい継承序列は法改正の成立後から適用されることになり、それ以前に出生した王位継承権者の序列が遡及的に影響を受けることはない。
現国王：フレゼリク10世 1968年5月26日（56歳）
1. 現在、王位継承資格者数は、10人。

| 順位 | 継承資格者   | 性別 | 生年月日/現年齢 | 生年月日/現年齢 | 現国王から見た続柄 |
| ---- | ------------ | ---- | --------------- | --------------- | ------------------ |
| 1位  | クリスチャン | 男性 | 2005年10月15日  | 19歳            | 第1子(第1王子)     |
| 2位  | イサベラ     | 女性 | 2007年4月21日   | 18歳            | 第2子(第1王女)     |
| 3位  | ヴィンセント | 男性 | 2011年1月8日    | 14歳            | 第3子(第2王子)     |
| 4位  | ヨセフィーネ | 女性 | 2011年1月8日    | 14歳            | 第4子(第2王女)     |
| 5位  | ヨアキム     | 男性 | 1969年6月7日    | 55歳            | 王弟               |

## ノルウェー
現国王：ハーラル5世 1937年2月21日（88歳）
| 順位 | 継承資格者                   | 性別 | 生年月日/現年齢 | 生年月日/現年齢 | 現国王から見た続柄         |
| ---- | ---------------------------- | ---- | --------------- | --------------- | -------------------------- |
| 1位  | ホーコン                     | 男性 | 1973年7月20日   | 51歳            | 第2子                      |
| 2位  | イングリッド・アレクサンドラ | 女性 | 2004年1月21日   | 21歳            | 王孫/ホーコン第1子         |
| 3位  | スヴェレ・マグヌス           | 男性 | 2005年1月23日   | 20歳            | 王孫/ホーコン第2子         |
| 4位  | マッタ・ルイーセ             | 女性 | 1971年9月22日   | 53歳            | 第1子                      |
| 5位  | モード                       | 女性 | 2003年4月29日   | 22歳            | 王孫/マッタ・ルイーセ第1子 |

## モナコ
現大公：アルベール2世 1958年3月14日（67歳）
| 順位 | 継承資格者     | 性別 | 生年月日/現年齢 | 生年月日/現年齢 | 現国王から見た続柄 |
| ---- | -------------- | ---- | --------------- | --------------- | ------------------ |
| 1位  | ジャック       | 男性 | 2014年12月10日  | 10歳            | 第2子              |
| 2位  | ガブリエラ     | 女性 | 2014年12月10日  | 10歳            | 第1子              |
| 3位  | カロリーヌ     | 女性 | 1957年1月23日   | 68歳            | 大公姉             |
| 4位  | アンドレア     | 男性 | 1984年6月8日    | 40歳            | 大公甥             |
| 5位  | アレクサンドル | 男性 | 2013年3月21日   | 12歳            | 大公甥第1子        |

## リヒテンシュタイン
現公：ハンス・アダム2世 1945年2月14日（80歳）
1. 男系男子の長子相続制

| 順位 | 継承資格者     | 性別 | 生年月日/現年齢 | 生年月日/現年齢 | 現国王から見た続柄            |
| ---- | -------------- | ---- | --------------- | --------------- | ----------------------------- |
| 1位  | アロイス       | 男性 | 1968年6月11日   | 56歳            | 第1男子                       |
| 2位  | ヨーゼフ       | 男性 | 1995年5月24日   | 29歳            | 公孫/アロイス第1男子（第1子） |
| 3位  | ゲオルク       | 男性 | 1999年4月20日   | 26歳            | 公孫/アロイス第2男子（第3子） |
| 4位  | ニコラウス     | 男性 | 2000年12月6日   | 24歳            | 公孫/アロイス第3男子（第4子） |
| 5位  | マクシミリアン | 男性 | 1969年5月16日   | 55歳            | 第2男子                       |

## ルクセンブルク
現大公：アンリ 1955年4月16日（70歳）
| 順位 | 継承資格者   | 性別 | 生年月日/現年齢 | 生年月日/現年齢 | 現国王から見た続柄       |
| ---- | ------------ | ---- | --------------- | --------------- | ------------------------ |
| 1位  | ギヨーム     | 男性 | 1981年11月11日  | 43歳            | 第1大公子                |
| 2位  | シャルル     | 男性 | 2020年5月10日   | 5歳             | 大公孫/ギョーム第1子     |
| 3位  | フェリックス | 男性 | 1984年6月3日    | 40歳            | 第2大公子                |
| 4位  | アマリア     | 女性 | 2014年6月15日   | 10歳            | 大公孫/フェリックス第1子 |
| 5位  | リアム       | 男性 | 2016年11月26日  | 8歳             | 大公孫/フェリックス第2子 |

## サウジアラビア
現国王：サルマーン・ビン・アブドゥルアズィーズ 1935年12月31日（89歳）
1. 王太子：ムハンマド・ビン・サルマーン 1985年8月31日（39歳） 王子

## ヨルダン
現国王：アブドゥッラー2世 1962年1月30日（63歳）
| 順位 | 継承資格者     | 性別 | 生年月日/現年齢 | 生年月日/現年齢 | 現国王から見た続柄      |
| ---- | -------------- | ---- | --------------- | --------------- | ----------------------- |
| 1位  | フセイン       | 男性 | 1994年6月28日   | 30歳            | 第1王子（第1子）        |
| 2位  | ハーシム       | 男性 | 2005年1月30日   | 20歳            | 第2王子（第4子）        |
| 3位  | ファイサル     | 男性 | 1963年10月11日  | 61歳            | 王弟/フセイン1世第2王子 |
| 4位  | オマール       | 男性 | 1993年10月22日  | 31歳            | 王甥/ファイサル第1男子  |
| 5位  | アブドゥッラー | 男性 | 2016年2月17日   | 9歳             | 王甥/ファイサル第2男子  |
| 6位  | ムハンマド     | 男性 | 2017年4月8日    | 8歳             | 王甥/ファイサル第3男子  |
| 7位  | アリ           | 男性 | 1975年12月23日  | 49歳            | 王弟/フセイン1世第3王子 |

## バーレーン
現国王：ハマド・ビン・イーサ・アール・ハリーファ 1950年1月28日（75歳）
1. サルマーン（英語版） 1969年10月21日（55歳） 王子
2. Isa 1991年11月11日（33歳） 王孫
3. Hamad  王曾孫
4. Mohammed  王孫
5. アブドゥッラー 1975年6月30日（49歳） 王弟

## ブータン
現国王：ジグミ・ケサル・ナムゲル・ワンチュク 1980年2月21日（45歳）
| 順位 | 継承資格者                   | 性別 | 生年月日/現年齢 | 生年月日/現年齢 | 現国王から見た続柄         |
| ---- | ---------------------------- | ---- | --------------- | --------------- | -------------------------- |
| 1位  | ジグミ・ナムゲル・ワンチュク | 男性 | 2016年2月5日    | 9歳             | 第1子                      |
| 2位  | ジグミ・ウゲン・ワンチュク   | 男性 | 2020年3月9日    | 5歳             | 第2子                      |
| 3位  | ソナム・ヤンデン・ワンチュク | 女性 | 2023年9月9日    | 1歳             | 第3子                      |
| 4位  | ジゲル・ウゲン               | 男性 | 1984年7月16日   | 40歳            | 王弟/ジグミ・シンゲ第2男子 |
| 5位  | カムスン・シンゲ             | 男性 | 1985年10月6日   | 39歳            | 王弟/ジグミ・シンゲ第3男子 |
| 6位  | ジグミ・ドルジ               | 男性 | 1986年4月14日   | 39歳            | 王弟/ジグミ・シンゲ第4男子 |
| 7位  | ウゲン・ジグミ               | 男性 | 1994年11月11日  | 30歳            | 王弟                       |
| 8位  | チミ・ヤンツォム             | 女性 | 1980年1月10日   | 45歳            | 王姉/ジグミ・シンゲ第1子   |

## ブルネイ
現スルターン：ハサナル・ボルキア 1946年7月15日（78歳）
1. アルムタデー・ビラ 1974年2月17日（51歳） ハサナルの子
2. アブドゥル・ムンタキム 2007年3月17日（18歳） ハサナルの孫
3. Muhammad Aiman 2015年6月7日（9歳） ハサナルの孫
4. アブドゥル・アジム 1982年7月29日（42歳） ハサナルの子
5. アブドゥル・マリク 1983年6月30日（41歳） ハサナルの子

## モロッコ
現国王：ムハンマド6世 1963年8月21日（61歳）
1. ムーレイ・ハサン 2003年5月8日（22歳）現国王の王子
2. ムーレイ・ラシード 1970年6月20日（54歳）王弟
3. ムーレイ・Ahmed 2016年6月23日（8歳） 王甥
4. ムーレイ・Hicham 1964年3月4日（61歳） 王従弟
5. ムーレイ・Ismail 1981年5月7日（44歳） 王従弟
6. ムーレイ・Abdallah 2010年6月17日（14歳）王従甥

## トンガ
現国王：トゥポウ6世 1959年7月12日（65歳）
1. ウルカララ（英語版） 1985年9月17日（39歳） 王子
2. Manumataongo 2013年5月10日（12歳） 王孫
3. Halaevalu Mata'aho 2014年7月12日（10歳） 女性 王孫
4. Ata 1988年4月27日（37歳） 王子
5. Lātūfuipeka Tukuʻaho 1983年11月17日（41歳） 王女